# Osvaldo Colarusso
Osvaldo Colarusso (ur. 26 maja 1958 w São Paulo) – brazylijski dyrygent.

## Biografia
Studia muzyczne rozpoczął w Miejskiej Szkole Muzycznej w São Paulo, gdzie studiował waltornię i przedmioty teoretyczne. Był uczniem Eleazara de Carvalho (dyrygentura) i Michela Philippota (kompozycja). Później doskonalił umiejętności u Giennadija Rożdiestwieńskiego w Akademii Chiggiana w Sienie (Włochy).
Od 1980 roku jest gościnnym dyrygentem najważniejszych orkiestr w Brazylii: Brazylijskiej Orkiestry Symfonicznej, Orkiestry Symfonicznej Stanu São Paulo, Orkiestry Symfonicznej Porto Alegre, Orkiestry Symfonicznej Teatru Narodowego w Brasílii, Orkiestry Symfonicznej Bahia w Salvador i wielu innych.
Debiutował z Orkiestrą Symfoniczną Teatru Miejskiego w São Paulo. W tym czasie został nagrodzony przez APCA jako najlepszy dyrygent orkiestrowy sezonu. Przez sześć sezonów był dyrygentem Chóru Lirycznego Teatru Miejskiego w São Paulo (1980–1985), z którym otrzymał wiele nagród za wykonania dzieł chóralnych, takich jak Wesele Igora Strawińskiego, Ein Deutsches Requiem Johannesa Brahmsa i Msza c-moll W.A. Mozarta.
W latach 1985–1998 był dyrygentem Orkiestry Symfonicznej Stanu Paraná, z którą wykonał ponad 250 koncertów, baletów i oper. W międzyczasie debiutował w Europie (Lenzburg Festival).
W 2000 roku kilkakrotnie dyrygował Brazylijską Orkiestrą Symfoniczną i corocznie występował z orkiestrą Petrobrás Sinfonica w Rio de Janeiro. Jego koncerty charakteryzuje szeroki repertuar (dokonał kilku brazylijskich premier wielkich dzieł XX-wiecznych kompozytorów takich jak Schönberg, Hindemith i Tippett) oraz udziałem znakomitych solistów, takich jak Nelson Freire, Đặng Thái Sơn, Michaił Rudy, David Garrett, Richard Markson, Arnaldo Cohen i Artur Moreira Lima. Często występował w Teatrze Miejskim w Rio de Janeiro, reżyserując dzieła takie jak Eugeniusz Oniegin i Śpiąca Królewna Czajkowskiego oraz brazylijska premiera Erwartung Arnolda Schönberga.

## Nagrody
- nagroda APCA (Associação Paulista de Críticos de Arte) dla najlepszego dyrygenta sezonu[1]